# لارس بوك
لارس بوك (2 يناير 1955 في الدنمارك - ) (بالدنماركية: Lars Bock)‏ هو لاعب كرة يد دانمركي في مركز ظهير ‏. شارك في الألعاب الأولمبية الصيفية 1976. ولعب مع نادي كيل لكرة اليد.

## وصلات خارجية
- لارس بوك على موقع أوليمبيديا (الإنجليزية)